# سیارک ۱۹۸۵۷
سیارک ۱۹۸۵۷ (به انگلیسی: 19857 Amandajane، نامگذاری:2000UC11) نوزده هزار و هشتصد و پنجاه و هفتمین سیارک کشف شده‌است که در ۱۹ اکتبر ۲۰۰۰ کشف شد.
قدر مطلق سیارک برابر ۱۴٫۴۰ است.